# Павільйон принца Тена
28°41′03″ пн. ш. 115°52′33″ сх. д. / 28.6841° пн. ш. 115.8758° сх. д.
Павільйон принца Тена (кит. трад.: 滕王閣; спрощ.: 滕王阁; піньїнь: Téngwáng Gé) — будівля на північному заході міста Наньчан, у провінції Цзянсі, Китай, на східному березі річки Гань і є однією з трьох великих веж південного Китаю. Дві інших — вежа Юеян і Павільйон жовтого журавля. За свою історію він неодноразово руйнувався та перебудовувався. Нинішня будівля була відновлена в 1989 році на початковому місці. План перебудови розробив архітектор Лян Сичен, і тепер Павільйон принца Тена є пам'яткою Наньчана. Має дев’ять поверхів. Основну архітектурну споруду виконано в дерев'яному стилі династії Сун.

## Історія

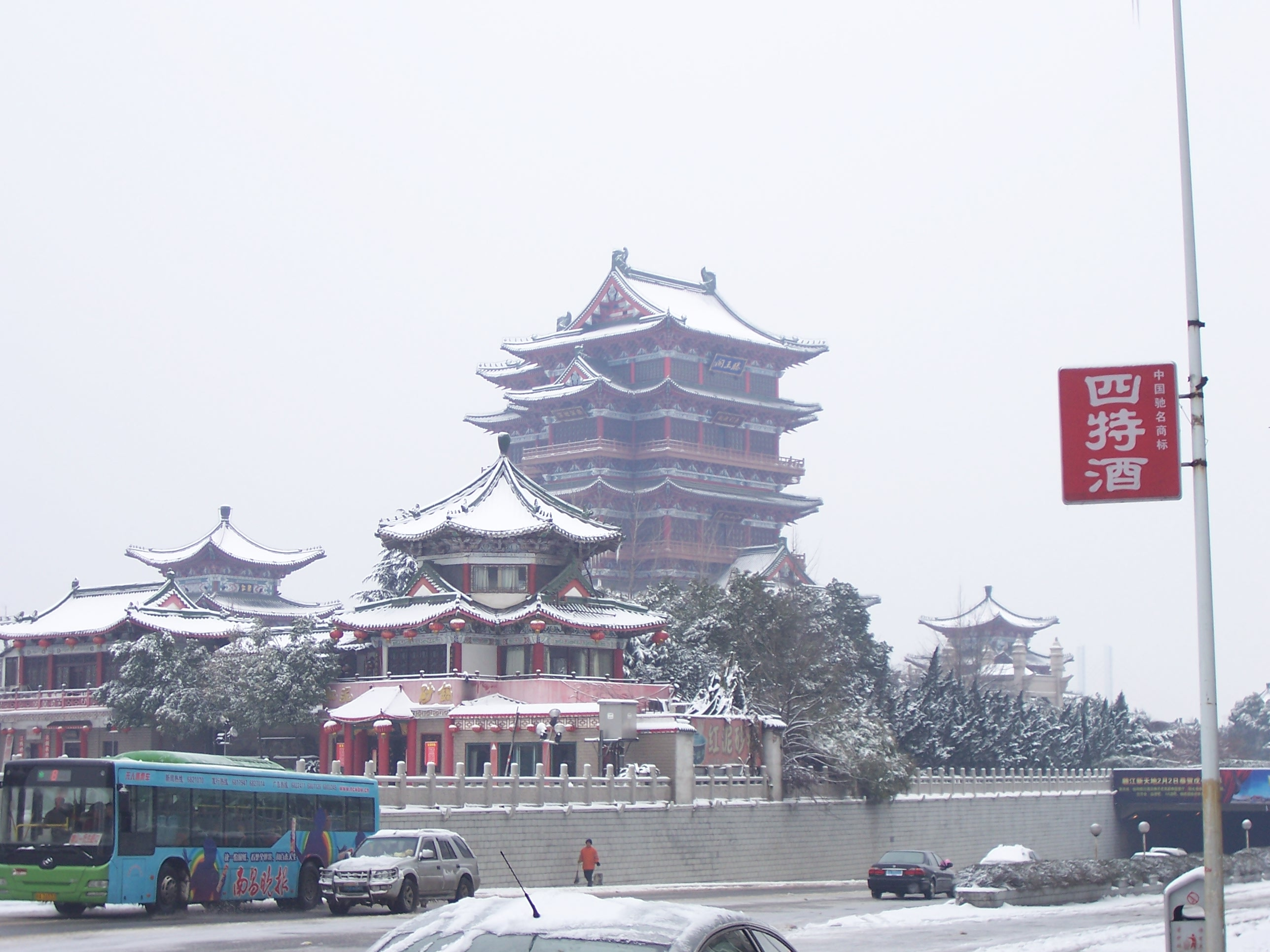
Павільйон взимку.

Павільйон принца Тена вперше був побудований в 653 році нашої ери Лі Юаньїном, молодшим братом імператора Тайцзуна з Тан і дядьком імператора Гаоцзуна. Лі Юаньінь був визнаний принцом Теном у 639 році і провів свої ранні роки в Сучжоу. 652 року йому було призначено губернаторство Наньчана, де павільйон служив його міським будинком. Павільйон принца Тена — єдина збережена королівська архітектура на півдні Китаю. Через двадцять років будівлю відбудував новий губернатор. Після його завершення зібралася група місцевої інтелігенції, яка складала прозу та вірші про будівлю. Найвідомішим з них є «Передмова до павільйону принца Тена» Ван Бо. Це зробило павільйон принца Тена відомим у Китаї до наших днів.
Згодом павільйон був зруйнований і перебудований загалом 29 разів протягом наступних століть. Сама будівля багато разів змінювала форму і функцію. Передостаннє будівництво було в епоху Тунчжи династії Цин. Ця будівля була зруйнована в жовтні 1926 року під час хаотичної доби мілітаристів.

## Останні
Нинішній павільйон принца Тена був побудований за проєкт архітектора Лян Січена і був завершений 8 жовтня 1989 року; зараз визначна пам'ятка Наньчана. Будівля залізобетонна, але оформлена в стилі династії Сун. 57,5 м заввишки і має дев’ять поверхів. Загальна площа будівлі становить 13,000 квадратного метра (139,93 фут2).
Будівля розташована на високій бетонній платформі, яка символізує нині зруйновану стародавню міську стіну.
Прекрасний сад, побудований у 1989 році, є прикрасою павільйону. Будівля переважно призначена для туристичних цілей. Окрім внутрішнього оздоблення, визначні пам’ятки включають театр, у якому проводяться вистави старовинної музики та демонстрації реконструйованих старовинних інструментів. Є кілька ресторанів і сувенірних магазинів. Вулиці навколо павільйону були спроєктовані відповідно до його стилю. Цей район став епіцентром торгівлі антикваріатом Наньчана.

## Вплив
Павільйон принца Тена досяг національної слави завдяки "Передмові до павільйону принца Тена". В результаті наступні покоління наділили його майже легендарним статусом. Коли було побудовано Заборонене місто, його кутові вежі були побудовані, щоб імітувати павільйон принца Тена і павільйон жовтого журавля. Ці унікально структуровані кутові вежі залишаються одними з найцінніших архітектурних скарбів Забороненого міста. Павільйон принца Тена вважався святою землею у кількох династій в історії Китаю. Тим часом це також старовинна бібліотека, в якій зберігається велика кількість дорогоцінних писань і віршів.

## Галерея

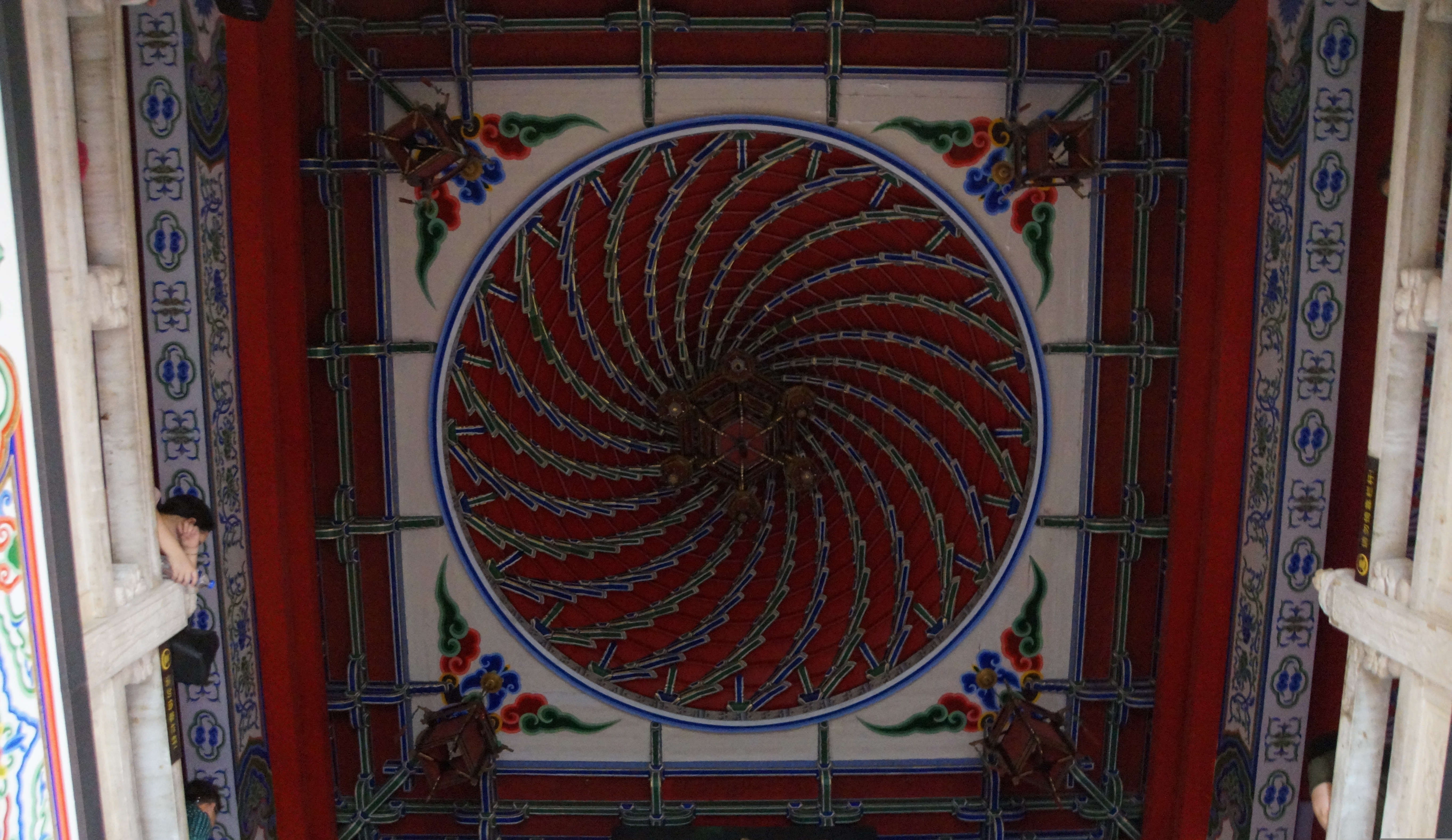
Кесон вежі Юеян
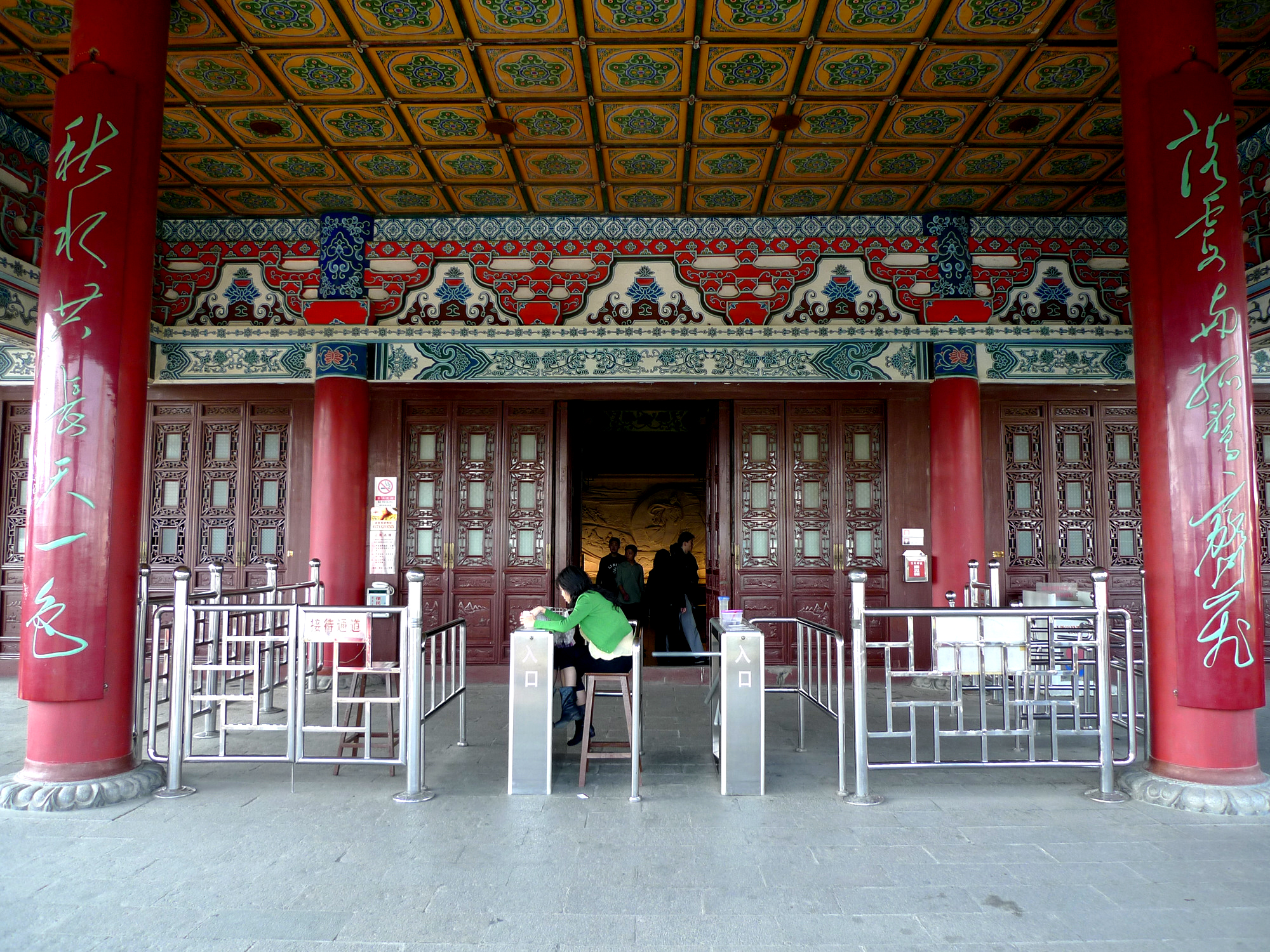
Каліграфія Мао Цзедуна у передпокої
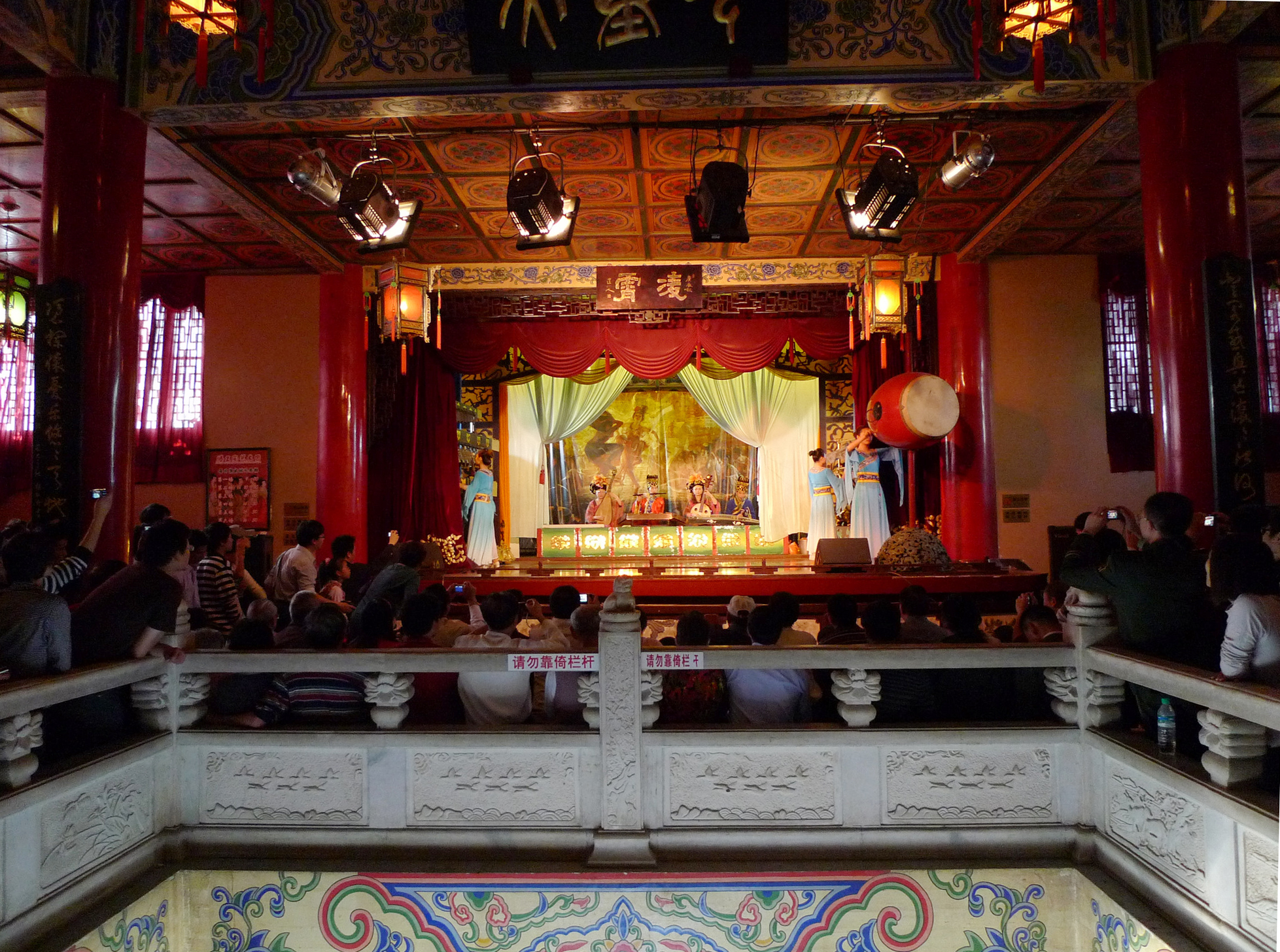
Театральна сцена
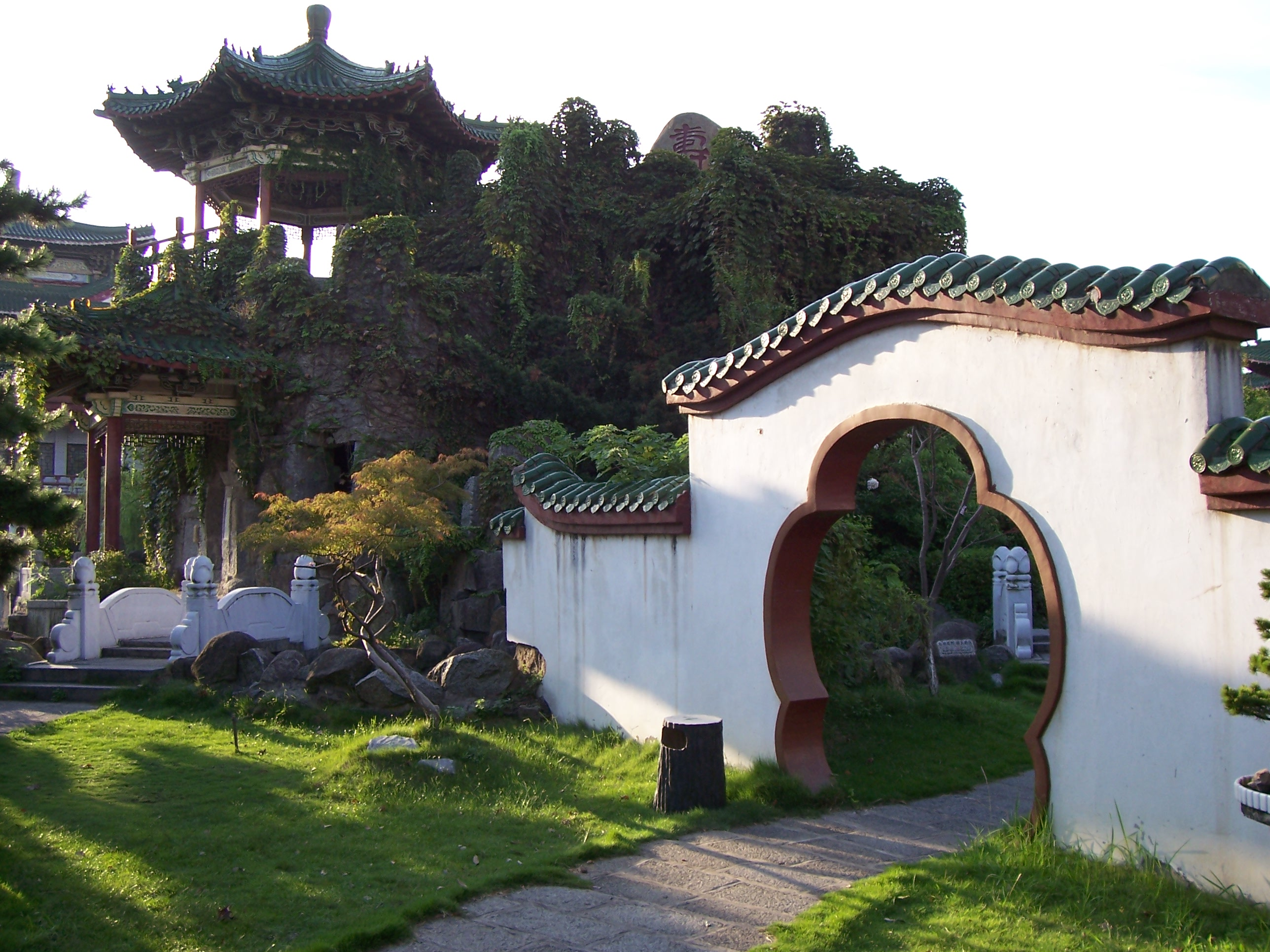
Територія павільйону
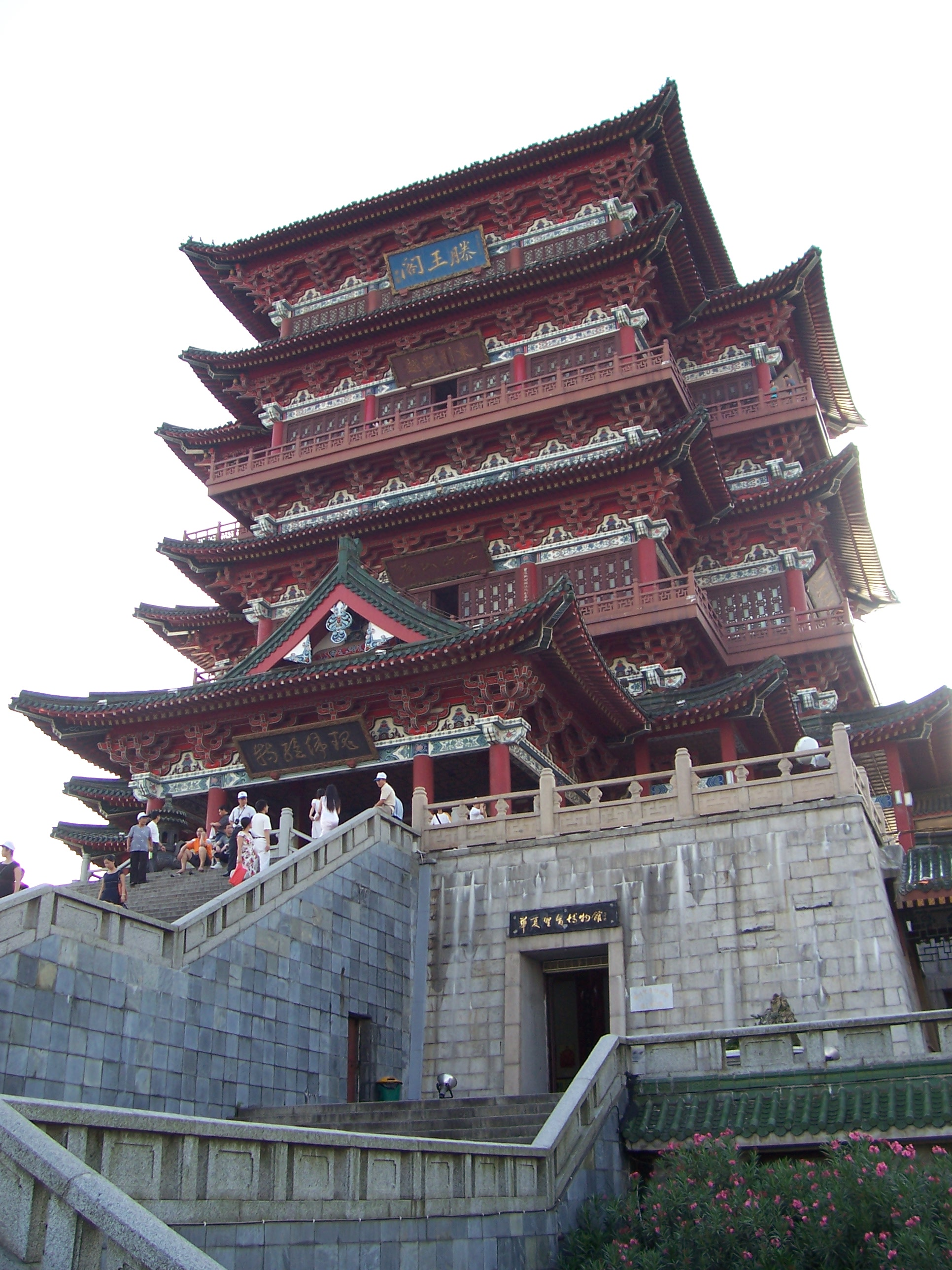
Вид спереду на реконструйований павільйон принца Тена
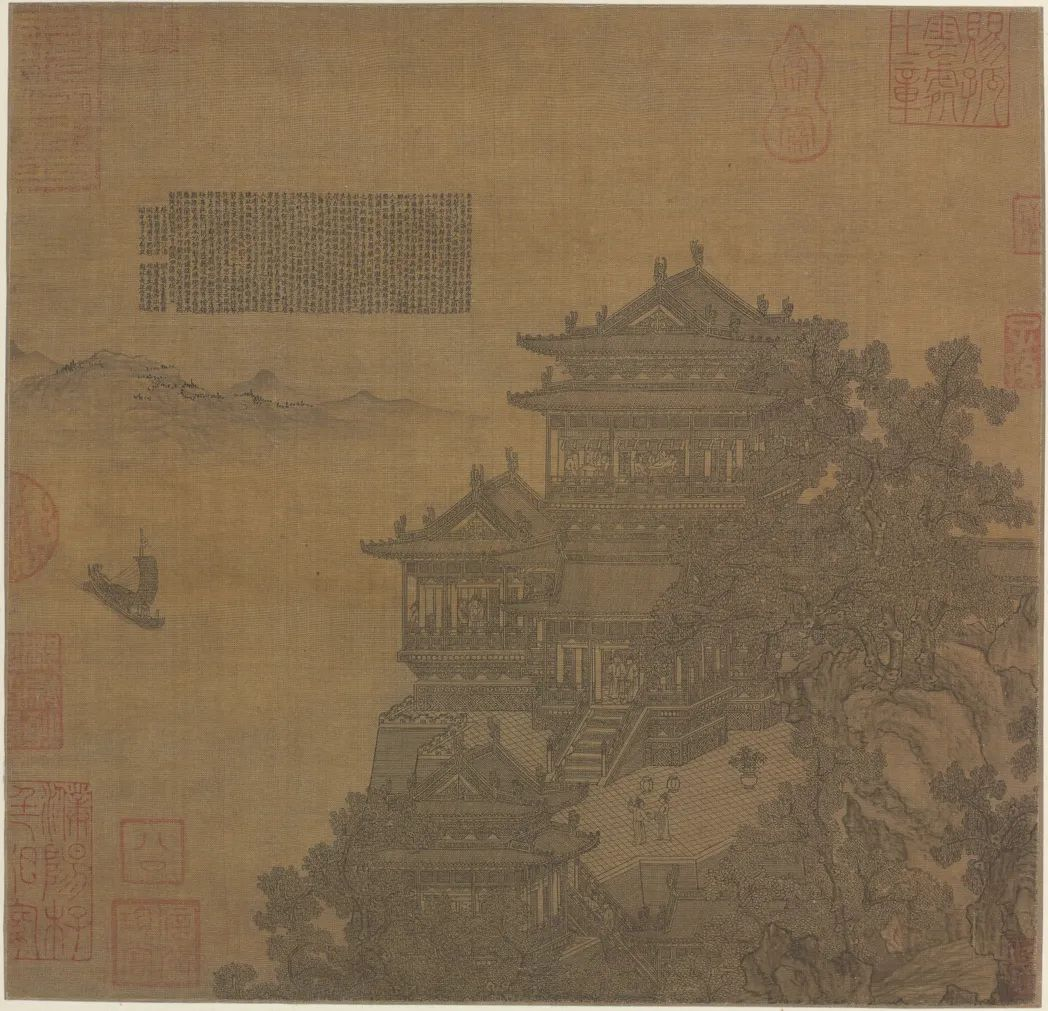
Павільйон принца Тена, Ся Юн, династія Юань
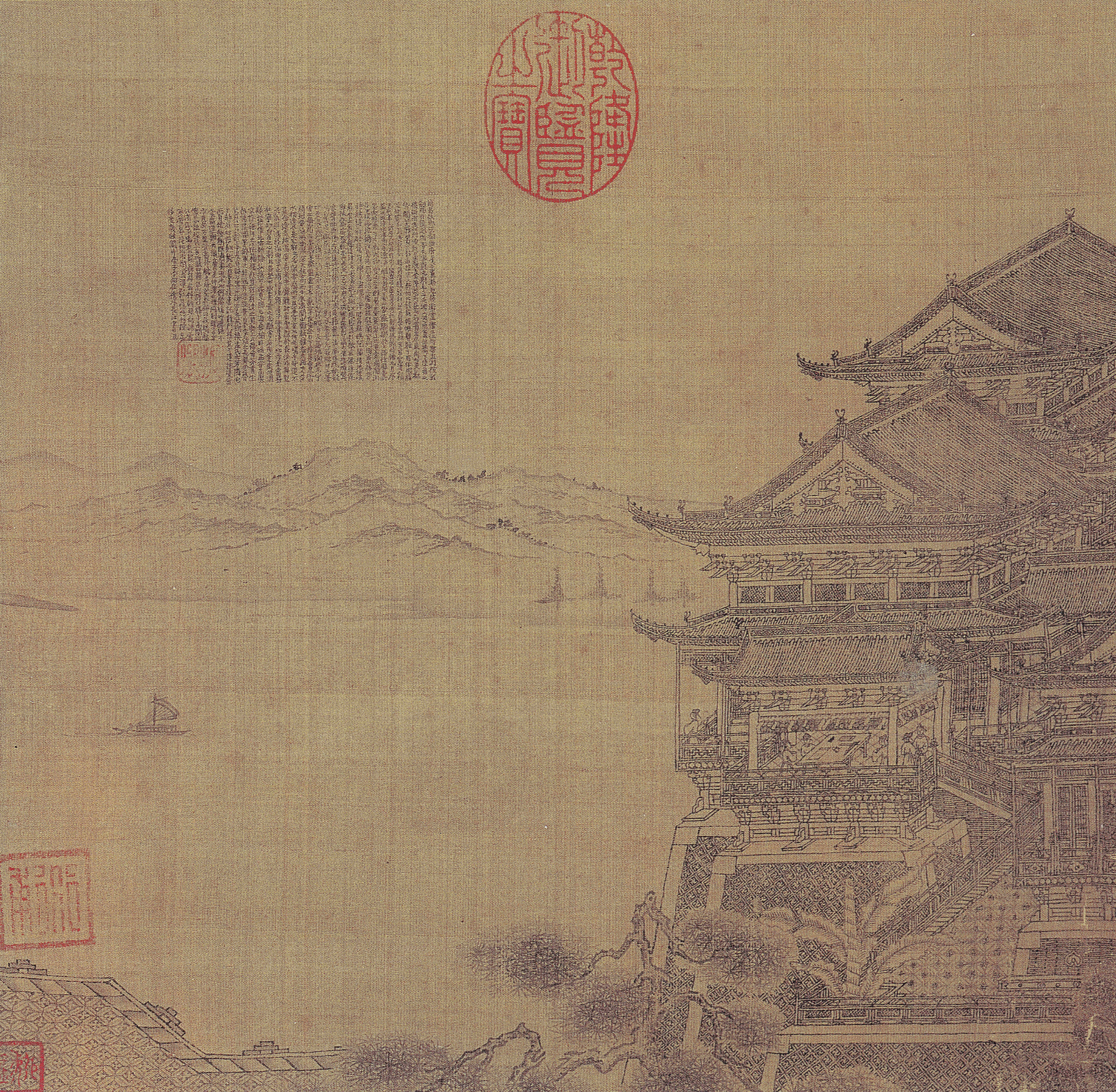
Павільйон принца Тена, анонімного художника, династії Юань
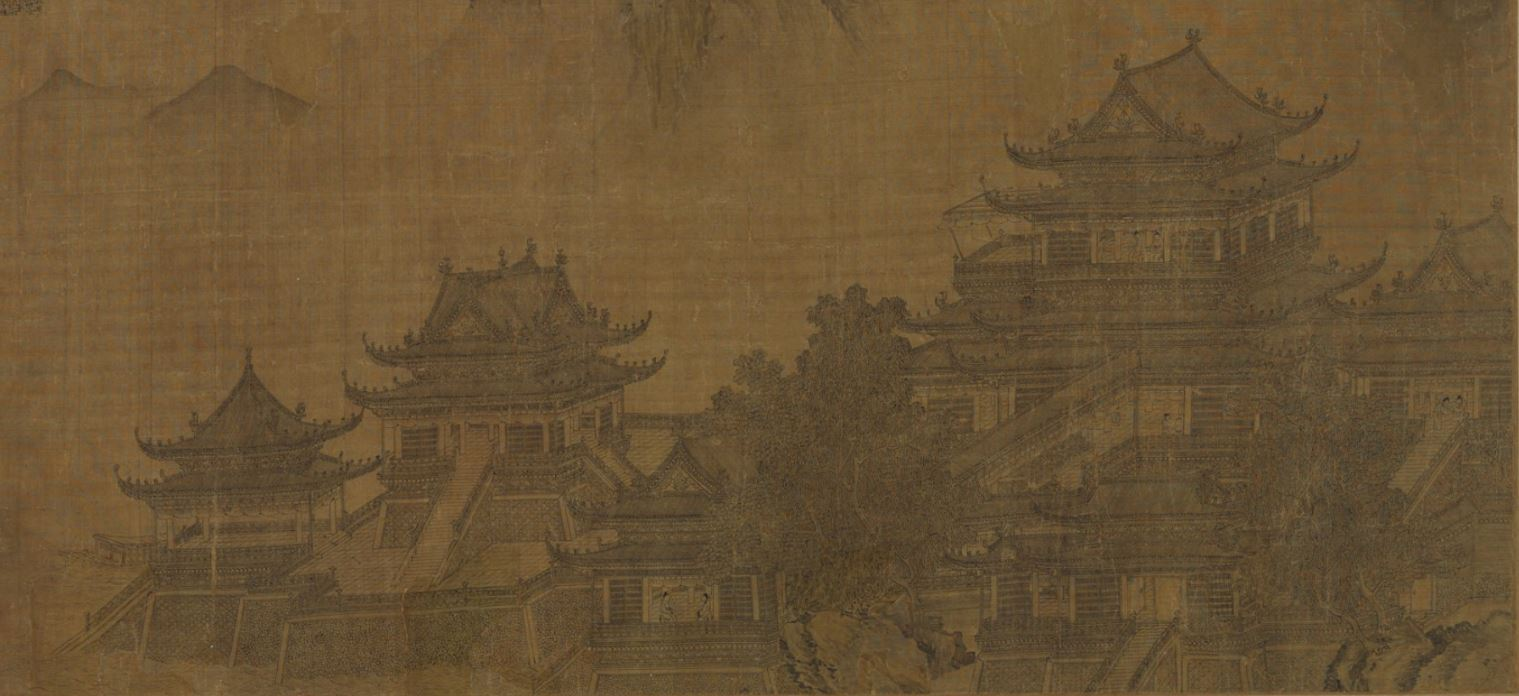
Павільйон принца Тена, Ся Юн, династія Юань
Павільйон принца Тена анонімного художника, династії Юань